# سليمان بن حسن
سليمان بن حسن هو الداعي المطلق السابع والعشرون من الإسماعيلية عند البهرة السليمانية. وقد اعتقد البهرة السليمانيون أنه أصبح داعيًا وفقًا لـ "نص" سيدنا داوود بن عجب شاه بينما أطلق على أولئك الذين لم يقبلوا به (خاصة في الهند وأماكن أخرى في الأراضي العربية) اسم البهرة الداوديين.
والده هو حسن بن يوسف نجم الدين بن سليمان وأمه زينب بنت موسى ابنة أخت سيدنا يوسف، وقد وُلد في السادس من شوال 961 هـ، 13 سبتمبر 1554 م، في قصر السعدان، في قلعة طيبة قبيلة همدان، الواقعة في مدينة صنعاء في شمال اليمن اليوم.